# (3426) Seki
(3426) Seki est un astéroïde de la ceinture principale découvert le 5 février 1932 par l'astronome allemand Karl Wilhelm Reinmuth. Le lieu de découverte est Heidelberg (024). Sa désignation provisoire était 1932 CQ.
Sa distance minimale d'intersection de l'orbite terrestre est de 1,393950 ua.
Il a été nommé en hommage à l'astronome japonais Tsutomu Seki.